# F.M. Pitkäniemi
Frans Mikael (F.M.) Pitkäniemi, född 15 september 1878 i Birkala, död 18 september 1948 i Helsingfors, var en finländsk företagsledare.
Pitkäniemi blev filosofie doktor 1908. Samma år utsågs han till VD för Smörexportlaget Valio, en befattning han innehade fram till pensioneringen 1944. Under hans ledning växte Valio till ett storföretag som satsade på forskning; kring dess laboratorium uppstod den forskningsanstalt som från 1926 leddes av Artturi Virtanen. Pitkäniemi råkade i konflikt med Hannes Gebhard och efterträdde denne som Sällskapet Pellervos ordförande 1918–1927.
Pitkäniemi förlänades professors titel 1938.

## Utmärkelser
- Kommendörstecknet av I klass av Finlands Vita Ros’ orden[1]
- Ehrenzeichen für Verdienste um die Republik Österreich[1]
- Tyska örnens orden[1]

[Redigera Wikidata]